# Kościół Narodzenia św. Jana Chrzciciela w Chełmie
Kościół Narodzenia św. Jana Chrzciciela – kościół znajdujący się w Chełmie w powiecie bocheńskim województwa małopolskiego.

## Historia
Pierwsza informacja o kościele w Chełmie pochodzi z 1198 roku. Komes Mikora ofiarował wioskę Chełm wraz z kościołem zakonowi Bożogrobców z Miechowa – co potwierdza akt prawny przechowywany w bibliotece Czartoryskich. Pierwszy postawiony tu kościół przetrwał do 1412. W miejscu zniszczonego wiekiem kościoła, wybudowano nowy, również drewniany, na kamiennej podmurówce, który przetrwał do połowy XVIII wieku.
Do 1819 roku wieś należała do bożogrobców i przez nich w latach 1738–1749 została wzniesiona obecna świątynia w miejscu wcześniejszego kościółka grodowego. Budowniczym kościoła był mistrz Jan Czepigowski z Krakowa. Kościół konsekrował w 1825 roku Generał Zakonu Bożogrobców biskup Tomasz Nowiński.
Kościół Narodzenia św. Jana Chrzciciela w Chełmie znajduje się na tzw. Małopolskim Szlaku Bożogrobców. 

## Architektura
Obiekt późnobarokowy, murowany z piaskowca, z jedną nawą o wymiarach 25 na 11,5 m. Wewnątrz wysoki na 9,15 m z płaskim stropem. Kościół salowy, prezbiterium ścięte po bokach od strony wschodniej. Wyposażenie pochodzi z czasów budowy. Na sklepieniu w zakrystii znajduje się późnobarokowa polichromia z XVIII wieku, przedstawiająca akt nadania klasztorowi bożogrobców przywilejów i pobliskiej osady Targowisko. Natomiast na zachodniej fasadzie znajduje się kartusz (zobacz) z krzyżem Bożogrobców i datą 1749.

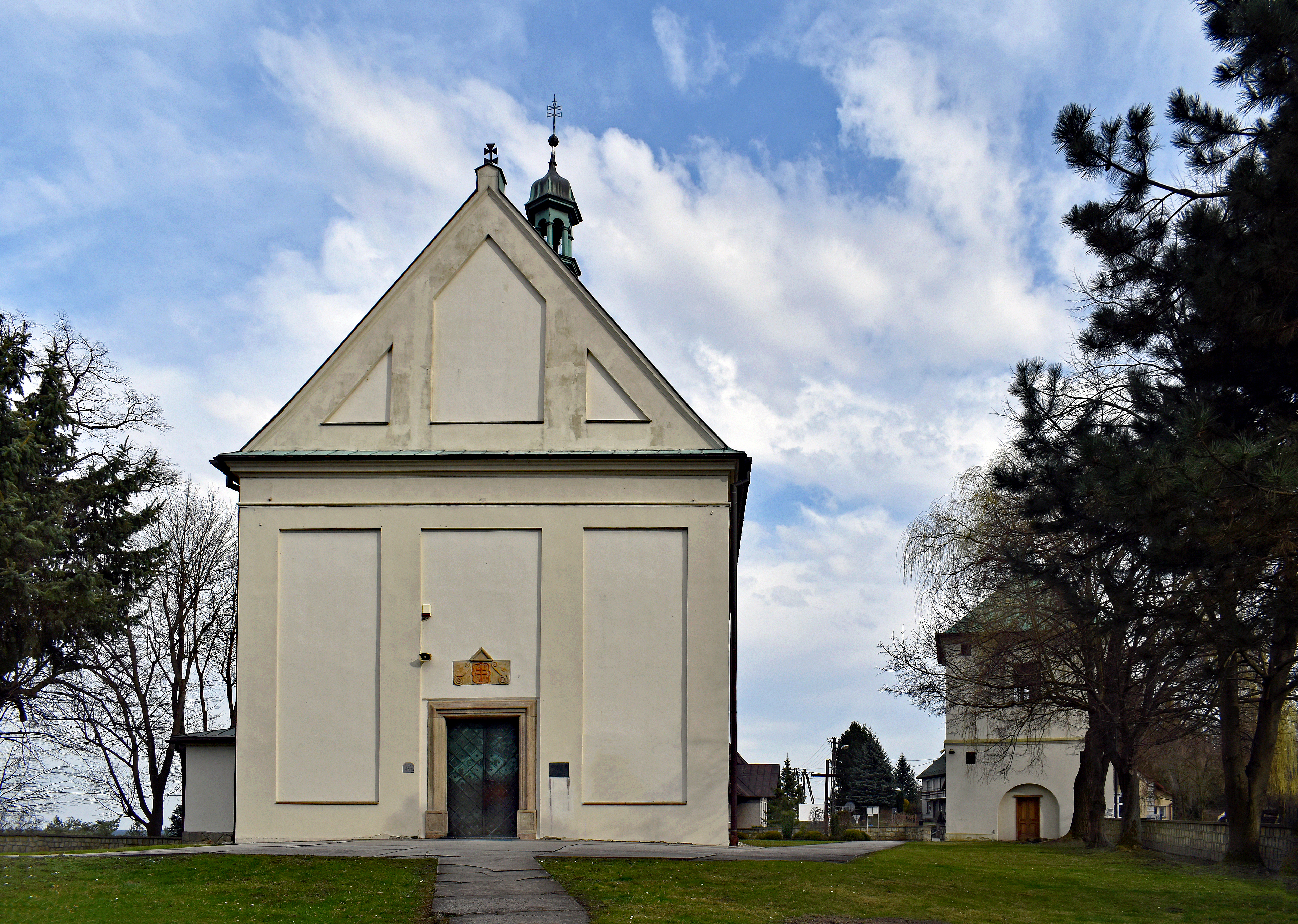
Fasada i dzwonnica